# シェーン・ローリー
シェーン・ローリー（Shane Lowry、1987年4月2日 - ）は、アイルランド・オファリー県クララ出身のプロゴルファー。
2019年の全英オープン優勝者。

## 経歴
ウェストミーズ県マリンガーのミッドランズ地域病院で生まれ、オファリー県クララで育った。父親は1982年のオールアイルランドフットボールで優勝したゲーリックフットボール選手・ブレンダン・ローリー。

### アマチュア時代
ローリーは、エスカーヒルズゴルフクラブでゴルフを始めた。スポーツの奨学生としてアスローン工科大学に通った。2007年にはアイルランドのアマチュアチャンピオンになった。
2009年にアマチュアながらヨーロピアンツアーのアイリッシュ・オープンで初優勝を果たした。アマチュアでヨーロピアンツアーを制したのは史上3人目のことだった。また、この勝利で公式世界ランキングの168位に入り、アマチュアランキングでは6位になった。

### プロ転向後
2009年のヨーロピアン・オープンでプロデビューを果たしたが、予選落ちに終わった。4大会目のオープン・ド・フランスで初めて本戦に進出した。
2010年のアブダビ・ゴルフ選手権で4位になり、初のトップ100入りを果たした。この年の全英オープンでメジャー選手権デビュー。
2012年のポルトガル・マスターズでプロ転向後初優勝。2015年ブリヂストン招待選手権でも勝利。
2016年全米オープンでは2位に4打差の単独首位で最終日を迎えながら、最終日は76と崩れて2位に終わる辛酸を嘗めた。
2016年から18年まで優勝のないシーズンが続いたが、2019年は1月のアブダビ・ゴルフ選手権で久しぶりに勝利し、幸先の良いスタートを切った。全英オープンでは初日から2位発進すると、3日目に首位に立ち、最終日はトータル15アンダーでフィニッシュ。68年ぶりに北アイルランドで行われた大会で2位に6打差をつけ、海外メジャー初制覇を果たした。

## 人物
自身のTwitterアカウントの自己紹介欄に「Full time dad and husband. Part time golfer.（フルタイムの父＆夫、パートタイムのゴルファー）」と記載している。以前はゴルフが人生のすべてだったが、2006年に結婚して家庭を持ってからは、人生のプライオリティをゴルフではなく家族に置き換え、父親として夫としての自分が「フルタイムの僕」であり、プロゴルファーとして戦う自分は「パートタイムの僕」であると位置づけた。